# Heidelberg (Minnesota)
Heidelberg es una ciudad ubicada en el condado de Le Sueur en el estado estadounidense de Minnesota. En el Censo de 2010 tenía una población de 122 habitantes y una densidad poblacional de 88,21 personas por km².

## Geografía
Heidelberg se encuentra ubicada en las coordenadas 44°29′35″N 93°37′35″O / 44.49306, -93.62639. Según la Oficina del Censo de los Estados Unidos, Heidelberg tiene una superficie total de 1.38 km², de la cual 1.38 km² corresponden a tierra firme y (0%) 0 km² es agua.

## Demografía
Según el censo de 2010, había 122 personas residiendo en Heidelberg. La densidad de población era de 88,21 hab./km². De los 122 habitantes, Heidelberg estaba compuesto por el 100% blancos, el 0% eran afroamericanos, el 0% eran amerindios, el 0% eran asiáticos, el 0% eran isleños del Pacífico, el 0% eran de otras razas y el 0% pertenecían a dos o más razas. Del total de la población el 1.64% eran hispanos o latinos de cualquier raza.